# امضای همراه
انجام عملیات امضای دیجیتال روی یک تراکنش، از طریق کانال ارتباطی مانند شبکه تلفن همراه و با استفاده از گوشی تلفن همراه،امضای همراه نامیده می‌شود. فناوری امضای همراه به شهروندان این اجازه را می‌دهد تا از راه دور و به صورت غیرحضوری امکان تایید یک تراکنش الکترونیکی را داشته باشند. امضای همراه می‌تواند اطلاعات احراز هویتی را از طریق شبکه تلفن همراه در اختیار یک ارائه‌کننده خدمات آنلاین که برای ارائه خدمات به احراز هویت شهروندان نیاز دارد، قرار دهد. این امضا باید تضمین کند اطلاعات امضاشده توسط شهروند، همان تراکنشی است که در پیام درخواست امضا مطرح شده و این به عنوان یک اصل مهم در امضای همراه پذیرفته شده است. به این اصل در اصطلاح، (WYSWYS (What you signed, what you see گفته می‌شود. امضای همراه به روش‌های مختلف، از جمله توسط یک برنامه کاربردی روی تلفن همراه، یک سیم‌کارت هوشمند یا به‌واسطه نوع وی‍ژه‌ای از حافظه‌های SD ممکن است صورت گیرد.
سامانه امضا همراه پارس در ایران
پروژه سرویس امضای همراه پارس (ParsMSS) از سال 1390 تاکنون و برای اولین بار در ایران طراحی و تولید شده است. سرویس امضای همراه پارس (ParsMSS) از طریق مبتنی بر سیمکارت(SIM-Based) و بر روی گوشی های هوشمند(SIM-Less) ارائه می شود. مرکز ثبت نام(RA) با اتصال به سامانه پارس MSS، گواهی الکترونیکی را به صورت حضوری و یا غیر حضوری صادر می کند. همچنین با استفاده از این سرویس می توان معاملات و اسناد را به صورت دیجیتالی امضا کرد.
Mobile Ink در فنلاند
Mobile Ink امنیت بالا و دسترسی کاربر پسند به خدمات دیجیتال را که نیاز به احراز هویت و مجوز قوی دارند ، فراهم می کند. به عنوان مثال مشترکین می توانند دسترسی به امضای موبایل به m-banking یا برنامه های شرکتی را دریافت کنند. این پلت فرم امکان وجود همزمان چندین کلید و هویت های مرتبط با روش های متمایز ثبت نام را فراهم می کند. مثلا به عنوان جایگزینی برای دانگل های RSA SecureID با هویت ناشناس اما خاص در برنامه های دسترسی شرکتی استفاده می شود.
Mobiilivarmenne در فنلاند
Mobiilivarmenne به زبان فنلاندی اصطلاحی است که در فضای بازار فنلاند برای توصیف راه حل امضای تلفن همراه استفاده می شود. این راه حل توسط سه اپراتور شبکه تلفن همراه یعنی Elisa ، Sonera و DNA مورد استفاده قرار می گیرد.
Mobile ID در اوکراین
در اوکراین، پروژه شناسه موبایل از سال 2015 آغاز شد و بعدا به عنوان یکی از اولویت های دولت اوکراین و مورد حمایت اتحادیه اروپا اعلام شد. در آغاز سال 2018 اپراتورهای سلول اوکراین در حال ارزیابی پیشنهادها و سیستم عامل های آزمایش از توسعه دهندگان مختلف داخلی و خارجی بودند. انتخاب سیستم عامل با فرآیند صدور گواهینامه جامع پیگیری می شود.

## چرا امضای همراه؟
تا به حال روش‌ها و مکانیسم‌های مختلفی جهت انجام عملیات احراز هویت به صورت غیرحضوری ارائه شده است. هر کدام دارای نقاط قوت و ضعفی بوده‌اند. با اینکه ارائه خدمت امضای همراه نسبت به سایر روش‌ها، نیاز به بسترسازی و زیرساخت دارد اما هزینه پایین به‌کارگیری، ضریب بالای اطمینان، سهولت استفاده و حوزه کاربردپذیری جامع آن جهت ارائه خدمت به شهروندان، غیرقابل قیاس با سایر روش‌هاست. همچنین این روش از پشتوانه حقوقی و قانونی برخوردار است و  قابل انکار نیست.

## چه کسانی از امضای همراه سود می‌برند؟
فناوری امضای همراه، بیش از هر چیز کار را برای شهروند متقاضی دریافت خدمات ساده کرده است؛ اما این سهولت استفاده، نیازمند تعامل قوی و اثربخشی است که بین بازیگران و ذی‌نفعان آن جاری می‌شود.
به طور کلی بازیگران اصلی و کلیدی در فناوری امضای همراه عبارتند از:
- شهروند؛ به واسطه فراگیری فناوری امضای همراه در دولت الکترونیکی، شهروندان می‌توانند از کلیه خدمات ارائه‌شده به‌صورت غیرحضوری و یکپارچه و با صرف هزینه کمتر و سهولت بیشتر بهره‌مند شوند. همچنین به دلیل عدم وابستگی به وجود توکن‌ها یا کارت‌های هوشمند، کاهش هزینه‌ها را برای شهروند دربر خواهد داشت.
- ارائه‌دهندگان خدمات؛ از خدمات شهروندی، می‌توان خدماتی نظیر پرداخت و بانکداری الکترونیکی، سامانه‌های مدیریت ارتباط با مشتری، کلیه خدمات امور مشترکین، خدمات پلیس + ۱۰، دفاتر پیشخوان دولت و… را نام برد. از مزیت‌های رقابتی قابل کسب در این بخش، می‌توان موارد زیر را نام برد: سادگی رابط کاربری درگاه‌های ارائه خدمات و عدم نیاز به رعایت مکانیسم‌های امنیتی سنتی در درگاه، افزایش سطح امنیتی به صورت دوعامله و دوکاناله، نیاز کمتر به صرف هزینه‌های مدیریت و نگهداری و ارتقای خدمات از طریق کاهش هزینه تراکنش‌ها و انکارناپذیری تراکنش‌ها.
- اپراتور تلفن همراه؛ از خدماتی که اپراتور تلفن همراه می‌تواند ارائه کند، ایجاد زیرساخت شبکه قابل اعتماد و همیشه در دسترس جهت تبادل پیام‌های رمزنگاری است که موجب بازگشت سرمایه قابل توجهی می‌شود. همچنین یکی از موارد رایج در انحصار اپراتور تلفن همراه، تولید و توزیع سیم‌کارت است. اپراتور تلفن همراه از طریق پشتیبانی امضای همراه، قابلیت ارائه خدمات ارزش‌افزوده بی‌شماری را برای خود ایجاد می‌کند. همچنین ادغام دفاتر خدمات امور مشترکین تلفن همراه و دفتر ثبت‌نام گواهی الکترونیکی (RA) علاوه بر سودآوری برای اپراتور تلفن همراه، کار شهروندان را جهت فعال‌سازی امضای همراه بسیار ساده می‌کند.
- مرجع اعتماد یا CA؛ مراکز صدور گواهی الکترونیکی، می‌بایست چرخه حیات گواهی الکترونیکی، شامل صدور، تمدید، ابطال و از همه مهم‌تر خدمات استعلام و اعتبارسنجی گواهی الکترونیکی را به صورت مناسب و همیشه در دسترس ارائه دهند. به واسطه گواهی الکترونیکی تاییدشده توسط مراکز صدور گواهی، امضای دیجیتالی تراکنش‌ها، معتبر خواهد بود.

## چگونه امضای همراه استقرار می‌یابد؟
امضای همراه می‌تواند تمام مدل‌های کسب و کار موجود، زیرساخت‌های شبکه‌ای، فناوری‌های همراه و مکانیسم‌های امنیتی فعلی را تحت تاثیر خود قرار دهد. مجموعه فناوری‌ها و پروتکل‌های متعددی در جهت استقرار امضای همراه به کار گرفته می‌شود. از این رو، ممکن است بر اساس سطح اطمینان مورد انتظار و رویکردی که در انتخاب فناوری لحاظ می‌شود، پیاده‌سازی‌های متفاوتی صورت گیرد.

پایین‌ترین لایه، مربوط به پودمان رمزنگاری است که تولیدکننده امضا در تلفن همراه است. لایه کاربرد، متشکل از یک برنامه کاربردی است که روی سیستم‌عامل تلفن همراه یا سیم‌کارت قرار می‌گیرد. این برنامه از یک سو با پودمان رمزنگاری و از سوی دیگر با کاربر تلفن همراه ارتباط برقرار می‌کند. به طور مثال در فرایند امضا، پین‌کد را از کاربر دریافت و جهت انجام امضا در اختیار پودمان رمزنگاری قرار می‌دهد.

در بالاترین لایه، شبکه انتقال‌دهنده پیام‌های رمزنگاری قرار می‌گیرد که با استفاده از پروتکل‌های متنوعی این کار انجام می‌شود.

## امضای همراه، توانمندساز دولت همراه
امضای همراه یک توانمندساز برای دولت همراه به حساب می‌آید و می‌تواند به عنوان اهرم توسعه خدمات دولت الکترونیکی مورد استفاده قرار گیرد. لازم است فناوری امضای همراه با رویکرد لایه‌ای پیاده‌سازی شود تا بتوان توسعه خدمات شهروندی را از مقوله امنیت و اعتبار و نیز شبکه انتقال تلفیق کرد. در پیاده‌سازی امضای همراه، باید ضمن پنهان‌سازی تمام پیچیدگی‌های کار از دید کاربران، این موضوع به وی ثابت شود، آنچه امضا می‌کند همان چیزی است که جهت امضا اعلام شده است.